# Национальный музей изящных искусств (Рио-де-Жанейро)
Национальный музей изящных искусств (порт. Museu Nacional de Belas Artes, MNBA) — художественный музей в Рио-де-Жанейро, Бразилия. Основан в 1937 году.

## История
Основой коллекции является собрание, которое король Португалии Жуан VI вывез из Лиссабона в 1807 году во время своего побега от армии Наполеона, которая тогда вторглась в Португалию. Когда Жуан VI вернулся на родину, произведения искусства остались в Бразилии. Со временем они вошли в коллекцию Национальной школы изящных искусств при Федеральном университете Рио-де-Жанейро.
В 1937 году по инициативе министра образования Густаво Капанема в Рио-де-Жанейро был основан Музей изящных искусств, куда и вошло собрание школы изящных искусств. Музей разместили в помещении, построенном в 1908 году по проекту архитектора Адольфо Моралеса де лос Риоса (1858–1928). Официальное открытие произошло с участием Президента Бразилии в 1938 году.

## Фонды
Музей изящных искусств является одним из важнейших культурных институтов Бразилии и принадлежит к важнейшим музеям бразильского искусства. Особенно богата коллекция живописи и скульптуры XIX века. В фондах музея сохраняются всего 16 000 произведений искусства, среди которых картины, скульптуры, рисунки, печати бразильских и иностранных художников со времён Средневековья и по настоящее время.
Библиотека музея составляет 19 000 томов. В 1973 году музей был внесён в бразильский список культурного наследия.

## Галерея
| - Жан-Батист Дебре, «Жуан VI» - Джованни Мария Боттала, «Девкалион и Пирра» (ок. 1635) - Пьетро Беллотти. «Аллегория зимы» - Коллекция копий античной пластики - Франс Пост, «Пейзаж Пернамбуку», 1635—1644 - Виктор Мейреллис, «Первая месса в Бразилии», 1861 - Педру Америку, «Битва при Авай» (1872-1877) - Джованни Баттиста Гаулли, «Портрет кардинала Луиджи Алессандро Омодеи» (ок. 1670) - Иоганн Бокхорст, «Пегас» (1675-1680). - Педро Вайнгертнер, «Chegou tarde!» («Слишком поздно!») - Жозе Феррас де Алмейда Жуниор, «Бразильский лесоруб», 1875 - Родольфо Амоедо, «Последний Тамоиу», 1883 - Жозе Корреиа де Лима, «Портрет моряка или угольщика», 1853-1857 |